# Cíprius
El Cíprius (en llatí Vicus Ciprius) era un carrer de l'antiga Roma situat entre el Fòrum Romà i l'Esquilí.
Els canvis urbans de la ciutat han provocat greus modificacions del paisatge històric, de manera que, tot i que es coneix el lloc exacte del carrer (entre la Via delle Carine, la Via del Cardello i la Via di Colosseo), aquest ja no existeix, i el seu nom tampoc ha quedat gravat en cap carrer que travessi els seus límits.
Se sap que hi havia un temple de Diana, i actualment hi ha un carrer que topa amb la Via di Colosseo anomenat Via di Tempio que possiblement hi fa referència.

## Història
Tit Livi diu en el seu primer llibre "Ab Urbe Condita" que per aquest carrer hi pujava Túl·lia, filla de Servi Tul·li, qui el matà i, damunt d'un carro, pujà per aquest carrer dirigint-se cap a l'Esquilí. Més amunt hi hauria la pujada d'Úrbia.
A part d'aquesta anècdota, el carrer no fou lloc d'altres esdeveniments rellevants al llarg dels temps.